# Xã Sangamon Valley, Quận Cass, Illinois
Xã Sangamon Valley (tiếng Anh: Sangamon Valley Township) là một xã thuộc quận Cass, tiểu bang Illinois, Hoa Kỳ. Năm 2010, dân số của xã này là 328 người.